# 調布清掃
株式会社調布清掃（ちょうふせいそう、英文社名：Chofu Seiso Co., Ltd. ）は、東京都調布市に本社を置く日本の清掃業者・廃棄物回収業者。東京都小金井市、多摩市、稲城市、町田市に支店を置く。

## 概要
本社のある調布市をはじめ、小金井市、多摩市、稲城市、町田市、武蔵野市の一般廃棄物の収集・運搬、粗大ごみ回収、資源ごみ分別業務を受託する。そのほか、下水関係の保守・清掃・点検、産業廃棄物回収・収集運搬、事業所排出ごみ定期収集業務、家電リサイクル法対象製品・二輪自動車リサイクルの回収、機密文書処理など、幅広く手がけている。
コーポレート・スローガンは「ありがとうを集めたい」。SNSアカウントを多数開設し、積極的に情報発信を行っている。

### 事業所
- 本支店
  - 本店：東京都調布市深大寺東町5丁目8-1
  - 小金井支店：東京都小金井市東町5丁目31-20
  - 多摩支店：東京都多摩市和田2008-4
  - 稲城支店：東京都稲城市大丸1480
  - 町田支店：東京都町田市根岸2丁目25-18
- 中間処理施設
  - 稲城中間処理施設：東京都稲城市大丸1481

## 沿革
- 1953年（昭和28年）4月 - 個人として創業。創業者の梶原一郎がリヤカー1台で屎尿汲み取りを始める[1]。
- 1964年（昭和39年）2月 - 有限会社調布清掃を東京都調布市深大寺町1060に設立。
- 1984年（昭和59年）11月 - 地番変更により、本社住所が東京都調布市深大寺東町1丁目34-8へ変更。
- 2011年（平成23年）11月3日 - 児童虐待防止推進月間に合わせ、調布市のごみ収集車に市内在住・在学の小学生から公募した絵が貼られ、車体に「～いじめや虐待のないまち宣言～調布市」の文字が書かれ、この日に出発式を行う[2]。
- 2013年（平成25年）- 創業60周年を迎える[1]。
- 2014年（平成26年）4月 - 有限会社から株式会社へ改組、本店住所を東京都調布市深大寺東町5丁目8-1へ変更[3]。
- 2015年（平成27年）- ごみ収集車4台に自動体外式除細動器 (AED) を搭載、社内でAED講習も行う[1]。

## 車両
2015年現在、ごみ収集車やトラックなど車両140台を保有する。車両のカラーリングは、従業員の制服（作業服）と同じ青と黄色のツートンカラー。いすゞ自動車製の車両を多く保有する。オリジナルグッズとして自社カラーのごみ収集車（いすゞ・エルフ）を象ったごみ収集車型ティッシュボックスを製作しており、パッカー車のリアを開けてボックスティッシュの詰め替えができる。
各自治体からの委託事業（市内の一般ごみ収集）には、専用カラーの車両を使用することもある。例えば、本社のある調布市からの委託事業では「調布市委託業務」と白字で書かれた薄緑色の車両を使用し、車両には市内の児童が描いた絵が貼られている。車体には「Let's Clean up マイタウン ちょうふ!!」、「みんなで協力 ごみ減量」といった標語が書かれている。

## 許認可
- 一般廃棄物収集運搬許可証
- 一般廃棄物処理業許可証
- 産業廃棄物収集運搬許可証（固有番号：024029）[4]
- 特別管理産業廃棄物収集運搬許可証[5]
- 産業廃棄物処分業許可証[6]
- 建設業許可証[7]
- 浄化槽許可証
- 浄化槽保守点検業者登録通知書
- プライバシーマーク登録(第17002087(01)号)[8]